# Florian Kohfeldt
Florian Kohfeldt, född 5 oktober 1982 i Siegen, är en tysk fotbollstränare. Han har under sin karriär varit tränare för Werder Bremen och Wolfsburg.

## Spelarkarriär
Kohfeldt spelade ungdomsfotboll för TV Jahn Delmenhorst upp till U19-nivå. Därefter gick Kohfeldt till Werder Bremens U21-lag som han spelade som målvakt för i Bremen-Liga (femtedivisionen).

## Tränarkarriär
Kohfeldt började 2006 som ungdomstränare i Werder Bremen. Mellan 2014 och 2016 var han assisterande tränare till Viktor Skrypnyk i A-laget. I oktober 2016 blev Kohfeldt klar som huvudtränare i Werder Bremens U23-lag i 3. Liga.
Efter att A-lagets tränare Alexander Nouri blivit avskedad befordrades Kohfeldt den 30 oktober 2017 som tillfällig huvudtränare för klubben. I mitten av december 2017 meddelade Werder Bremen att han skulle fortsätta som huvudtränare i klubben. I början av april 2018 skrev han på ett kontrakt med klubben fram till slutet av juni 2021. Kohfeldt ledde klubben till en 11:e plats i Bundesliga 2017/2018 och följande säsong en 8:e plats, en placering precis utanför Europaspel. I juli 2019 förlängde han sedan sitt kontrakt i klubben fram till 2023.
Säsongen 2019/2020 var Werder Bremen inblandade i nedflyttningsstriden under nästan hela säsongen och klarade sig först kvar i Bundesliga i sista omgången då de gick upp på kvalplats efter att ha besegrat Köln. Werder Bremen mötte sedan Heidenheim i nedflyttningskvalet som slutade totalt 2–2 efter ett dubbelmöte, där de klarade sig kvar enligt bortamålsregeln. Säsongen 2020/2021 var klubben återigen inblandade i nedflyttningsstriden. Efter att förlorat mot Augsburg i den näst sista omgången och åkt ner på nedflyttningsplats blev Kohfeldt avskedad och ersatt som huvudtränare av Thomas Schaaf.
I slutet av oktober 2021 anställdes Kohfeldt som huvudtränare i Wolfsburg som ersättare till Mark van Bommel. Han ledde klubben till en 12:e plats i Bundesliga 2021/2022, men fick kort efter säsongen avslutats lämna Wolfsburg.